# Monica Benicio
Monica Tereza Azeredo Benicio (Rio de Janeiro, 1 de fevereiro de 1986) é arquiteta e urbanista, lésbica feminista, militante dos direitos humanos, ativista LGBTQIA+ e viúva da vereadora Marielle Franco. Em 2020, foi eleita vereadora da cidade do Rio de Janeiro com 22 919 votos pelo Partido Socialismo e Liberdade (PSOL).

## Biografia
Monica Tereza Azeredo Benicio nasceu no Conjunto Esperança, umas das 16 favelas do Complexo da Maré. Em 2004, concluiu o ensino médio e matriculou-se no pré-vestibular comunitário do Centro de Estudos e Ações Solidárias da Maré (CEASM). Em 2007, ingressou na graduação de psicologia,[carece de fontes?] dois anos depois migrou para o curso de Arquitetura e Urbanismo na Pontifícia Universidade Católica do Rio de Janeiro (PUC-Rio).
Em 2014, se formou com a tese de tema: comUNIDADE - Requalificação de Área de Conflito na Favela da Maré. Em 2019, apresentou na mesma universidade, sua dissertação de mestrado Todos os mundos. Um só mundo. Uma Maré de cidade: violência, espaços públicos e intervenção urbana.
No ano de 2020, foi eleita a 11º vereadora mais votada da cidade do Rio de Janeiro. Em sua campanha Monica defendeu um mandato feminista, antifascista e popular.
Em 2022, entrou em vigor a lei 7291/2022 idealizada pela vereadora, que instituiu o Programa Municipal de Enfrentamento ao Feminicídio. A lei é voltada à prevenção e ao combate ao feminicídio, extremo da violência contra as mulheres e meninas. No mesmo ano, foi aprovado o projeto de lei, de sua autoria, que estabelece o Dia Municipal da Visibilidade Lésbica. O projeto havia sido criado por Marielle Franco e apresentado em 2017 quando foi derrotado no plenário da Câmara Municipal. É também autora da lei 7326/2022 que institui o Programa de Apoio e Acolhimento de Pessoas LGBTQIA+ em situação de violência e/ou vulnerabilidade social e dá outras providências.

## Vida pessoal
Monica e Marielle se conheceram em uma viagem com amigas em 2004, quando tinham 18 e 25 anos, respectivamente. Até essa época, as duas só haviam se relacionado com homens e não se entendiam como mulheres LGBTQIAP+. Em 2005 começaram a namorar, sendo as primeiras mulheres uma na vida da outra. Durante os anos que estiveram juntas, terminaram e voltaram a relação algumas vezes. Os términos causados pela lesbofobia familiar e social faziam com que Marielle se relacionasse com homens quando estavam separadas. Monica se entendeu mulher lésbica e reivindicou sua sexualidade como ato político. Em 2015, Monica e Marielle formalizaram sua união. Em 2018, quando Marielle foi assassinada, as duas viviam com a filha de Marielle na região da Tijuca. As duas planejavam uma festa de casamento para 7 de setembro de 2019.
Após o assassinato de sua companheira, Monica assumiu a luta de justiça por Marielle indo a países estrangeiros falar sobre o legado e memória de sua companheira, buscando apoio internacional para que o assassinato seja elucidado e os mandantes do crime identificados.